# 201777 Deronda
201777 Deronda è un asteroide della fascia principale. Scoperto nel 2003, presenta un'orbita caratterizzata da un semiasse maggiore pari a 3,1055332 UA e da un'eccentricità di 0,3001673, inclinata di 20,52140° rispetto all'eclittica.